# Dževad Turković
Dževad Turković (Titograd, 17 giugno 1972) è un ex calciatore croato, di ruolo centrocampista.

## Statistiche

### Cronologia presenze e reti in nazionale
| Cronologia completa delle presenze e delle reti in nazionale ― Croazia | Cronologia completa delle presenze e delle reti in nazionale ― Croazia | Cronologia completa delle presenze e delle reti in nazionale ― Croazia | Cronologia completa delle presenze e delle reti in nazionale ― Croazia | Cronologia completa delle presenze e delle reti in nazionale ― Croazia | Cronologia completa delle presenze e delle reti in nazionale ― Croazia | Cronologia completa delle presenze e delle reti in nazionale ― Croazia | Cronologia completa delle presenze e delle reti in nazionale ― Croazia |
| Data                                                                   | Città                                                                  | In casa                                                                | Risultato                                                              | Ospiti                                                                 | Competizione                                                           | Reti                                                                   | Note                                                                   |
| ---------------------------------------------------------------------- | ---------------------------------------------------------------------- | ---------------------------------------------------------------------- | ---------------------------------------------------------------------- | ---------------------------------------------------------------------- | ---------------------------------------------------------------------- | ---------------------------------------------------------------------- | ---------------------------------------------------------------------- |
| 18-5-1994                                                              | Győr                                                                   | Ungheria                                                               | 2 – 2                                                                  | Croazia                                                                | Amichevole                                                             | -                                                                      | 46’                                                                    |
| 4-6-1994                                                               | Zagabria                                                               | Croazia                                                                | 0 – 0                                                                  | Argentina                                                              | Amichevole                                                             | -                                                                      |                                                                        |
| 17-8-1994                                                              | Tel Aviv                                                               | Israele                                                                | 0 – 4                                                                  | Croazia                                                                | Amichevole                                                             | -                                                                      |                                                                        |
| 4-9-1994                                                               | Tallinn                                                                | Estonia                                                                | 0 – 2                                                                  | Croazia                                                                | Qual. Euro 1996                                                        | -                                                                      |                                                                        |
| 25-3-1995                                                              | Zagabria                                                               | Croazia                                                                | 4 – 0                                                                  | Ucraina                                                                | Qual. Euro 1996                                                        | -                                                                      | 75’                                                                    |
| 3-9-1995                                                               | Zagabria                                                               | Croazia                                                                | 7 – 0                                                                  | Estonia                                                                | Qual. Euro 1996                                                        | -                                                                      | 87’                                                                    |
| Totale                                                                 |                                                                        | Presenze                                                               | 6                                                                      |                                                                        | Reti                                                                   | 0                                                                      |                                                                        |

## Palmarès
- Campionato croato: 2

Dinamo Zagabria: 1992-1993, 1995-1996
- Coppa di Croazia: 2

Dinamo Zagabria: 1993-1994, 1995-1996
- Campionato sudcoreano: 2

Daewoo Royals: 1997
Seongnam: 2001